# 1228
| [ Edytuj tabelę ]                          |                                                                     |
| Książę Małopolski                          | - 1227 Henryk I Brodaty 1228 - 1227 Władysław III Laskonogi 1229    |
| Książę Wielkopolski                        | - 1202 Władysław III Laskonogi 1229                                 |
| Król Angkoru                               | - 1218 Indrawarman II 1244                                          |
| Król Anglii                                | - 1216 Henryk III 1272                                              |
| Król Aragonii i Walencji, hrabia Barcelony | - 1213 Jakub I Zdobywca 1276                                        |
| Książę Bawarii                             | - 1183 Ludwik I 1231                                                |
| Margrabia Brandenburgii                    | - 1220 Otto III 1267                                                |
| Książę Burgundii                           | - 1218 Hugo IV 1272                                                 |
| Cesarz Bizancjum                           | - 1222 Jan III Dukas Watatzes 1254                                  |
| Car Bułgarii                               | - 1218 Iwan Asen II 1241                                            |
| Cesarz Chin                                | - 1224 Song Lizong 1264                                             |
| Król Cypru                                 | - 1218 Henryk I 1253                                                |
| Król Czech                                 | - 1198 Przemysł Ottokar I 1230                                      |
| Król Danii                                 | - 1202 Waldemar II Zwycięski 1241                                   |
| Władca Egiptu                              | - 1218 Al-Kamil 1238                                                |
| Cesarz Etiopii                             | - 1189 Gebre Meskel 1229                                            |
| Król Francji                               | - 1226 Ludwik IX Święty 1270                                        |
| Król Gruzji                                | - 1223 Rusudan 1245                                                 |
| Hrabia Holandii                            | - 1222 Floris IV Holenderski 1234                                   |
| Cesarz Japonii                             | - 1221 Go-Horikawa 1232                                             |
| Kalif                                      | - 1226 Al-Mustansir 1242                                            |
| Król Kastylii                              | - 1217 Ferdynand III Święty 1252                                    |
| Patriarcha Konstantynopola                 | - 1222 German II 1240                                               |
| Władca Korei                               | - 1213 Kojong 1259                                                  |
| Król Leónu                                 | - 1188 Alfons IX 1230                                               |
| Książę Litwy                               | - 1219 Dowsprunk 1238                                               |
| Cesarz Łaciński                            | - 1217 Robert de Courtenay 1228 - 1228 Baldwin II de Courtenay 1261 |
| Kalif Maroka                               | - 1227 Jahja al-Mutasim 1229                                        |
| Król Nawarry                               | - 1194 Sanczo VII 1234                                              |
| Król Norwegii                              | - 1217 Haakon IV Stary 1263                                         |
| Hrabia Palatynatu                          | - 1227 Otton I Bawarski 1253                                        |
| Papież                                     | - 1227 Grzegorz IX 1241                                             |
| Król Portugalii                            | - 1223 Sancho II 1248                                               |
| Sułtan Rumu                                | - 1220 Kajkubad I 1237                                              |
| Książę Rusi halickiej                      | - 1227 Mścisław I Niemy 1229                                        |
| Cesarz Rzymski (niemiecki)                 | - 1220 Fryderyk II 1250                                             |
| Książę Saksonii                            | - 1212 Albrecht I 1260                                              |
| Król Serbii                                | - 1217 Stefan Nemanicz 1228 - 1228 Stefan Radosław 1234             |
| Król Singasari                             | - 1227 Anuśpati 1248                                                |
| Król Szkocji                               | - 1214 Aleksander II 1249                                           |
| Król Szwecji                               | - 1222 Eryk XI Eriksson 1229                                        |
| Doża Wenecji                               | - 1205 Pietro Ziani 1229                                            |
| Król Węgier                                | - 1205 Andrzej II 1235                                              |
| Wielki mistrz zakonu krzyżackiego          | - 1209 Hermann von Salza 1239                                       |

Rok 1228 / MCCXXVIII
stulecia: XII wiek ~
XIII wiek ~
XIV wiek

lata: 1218 «
1223 «
1224 «
1225 «
1226 «
1227 «
1228
» 1229
» 1230
» 1231
» 1232
» 1233
» 1238

## Wydarzenia w Polsce
- 5 maja – we wsi Cienia koło Kalisza książę wielkopolski Władysław III Laskonogi wydał pierwszy w Polsce przywilej gwarantujący prawa poddanych wobec władzy.
- Z inicjatywy biskupa pruskiego Chrystiana został zatwierdzony zakon braci dobrzyńskich. Jako uposażenie otrzymali oni ziemię dobrzyńską położoną między Wisłą, Skrwą i Drwęcą.
- Na zamku w Bieczu Konrad I mazowiecki nadał Krzyżakom ziemię chełmińską (bez praw zwierzchnich, które sam zachowywał).
- Hermann von Balk (Landmeister) przybył z pierwszym oddziałem wojsk krzyżackich do Polski.

## Wydarzenia na świecie
- 16 lipca – Franciszek z Asyżu ogłoszony świętym.
- 28 czerwca – cesarz rzymski i król Sycylii oraz Jerozolimy Fryderyk II Hohenstauf wyruszył na wyprawę krzyżową.

- Pod wodzą Fryderyka II Hohenstaufa wyruszyła VI wyprawa krzyżowa.

## Urodzili się
- 25 kwietnia – Konrad IV Hohenstauf, król Jerozolimy, Niemiec i Sycylii (zm. 1254)

## Zmarli
- Thông Thiền – wietnamski mistrz thiền ze szkoły vô ngôn thông.
- Tiantong Rujing – chiński mistrz chan szkoły caodong (ur. 1163)